# سینیا اسکلین
سینیا اسکلین (انگلیسی: Siniša Skelin؛ زادهٔ ۱۴ ژوئیهٔ ۱۹۷۴) قایقران روئینگ اهل کرواسی است.